# Afrowenator
Afrowenator (Afrovenator abakensis) – dwunożny, mięsożerny teropod z rodziny megalozaurów; jest uznawany za bazalnego przedstawiciela tej rodziny. Znaczenie nazwy – "afrykański myśliwy".

## Nazwa
Nazwa rodzajowa pochodzi z łaciny, powstała z połączenia prefiksu afro-, odnoszącego się do Afryki i słowa venator (myśliwy, badacz). Nazwa oznacza więc "afrykański myśliwy". Wyróżniono tylko 1 gatunek A. abakensis. Epitet gatunkowy odnosi się do In Abaka, tuareskiej nazwy regionu Nigru, w którym odnaleziono skamieniałości. Opis rodzaju i gatunku pojawił się w 1994 w prestiżowym czasopiśmie naukowym Science. Autorem był dobrze znany amerykański paleontolog  Paul Sereno, a jego współpracownikami Jeffrey Wilson, Hans Larsson, Didier Dutheil, i Hans-Dieter Sues.

## Odkrycie
Szczątki afrowenatora odnaleziono w formacji Tiourarén w regionie Agadez w Nigrze. Wiek tej formacji jest niepewny; pierwotnie zakładano, że formacja Tiourarén reprezentuje hoteryw i barrem wczesnej kredy, około 135 do 125 milionów lat temu. Zdaniem Olivera Rauhuta i Adriany López-Arbarello (2009) badania skamieniałości ryb i bezkręgowców znanych z formacji Tiourarén nie dostarczają dowodów na jej kredowy wiek, zaś jej relacje geologiczne z innymi formacjami z basenu Iullemeden dowodzą tylko, że nie reprezentuje ona aptu ani żadnego wieku młodszego od aptu. W opinii autorów pozycja filogenetyczna dinozaurów, których skamieniałości odkryto w osadach tej formacji (Jobaria, Afrovenator, Spinostropheus), a które były najbliżej spokrewnione z dinozaurami żyjącymi w środkowej i późnej jurze, sugeruje, że bardziej prawdopodobne jest, iż formacja Tiourarén reprezentuje przełom środkowej i późnej jury. Z kolei Le Loeuff i współpracownicy (2010) opisali ząb zauropoda odkrytego w osadach libijskiej formacji Cabao, który ich zdaniem był podobny do odkrytych w osadach formacji Tiourarén zębów "Rebbachisaurus" tamesnensis; zdaniem autorów może to dowodzić, że obie formacje reprezentują ten sam wiek. Zdaniem autorów formacja Cabao najprawdopodobniej reprezentuje hoteryw lub barrem, lecz nie można całkowicie wykluczyć, że reprezentuje ona walanżyn albo berrias; jeśli więc formacja Tiourarén faktycznie reprezentuje ten sam wiek, to może być nieco starsza, niż pierwotnie zakładano, ale w dalszym ciągu wczesnokredowa.
Teropod ten znany jest z pojedynczego, ale prawie kompletnego szkieletu z wyróżniającymi się: czaszką (bez żuchwy), częścią kręgosłupa, "rękami" (łapami przednimi) i kompletnymi tylnymi, prawie kompletną miednicą. Szkielet znajduje się na Uniwersytecie w Chicago.

## Klasyfikacja

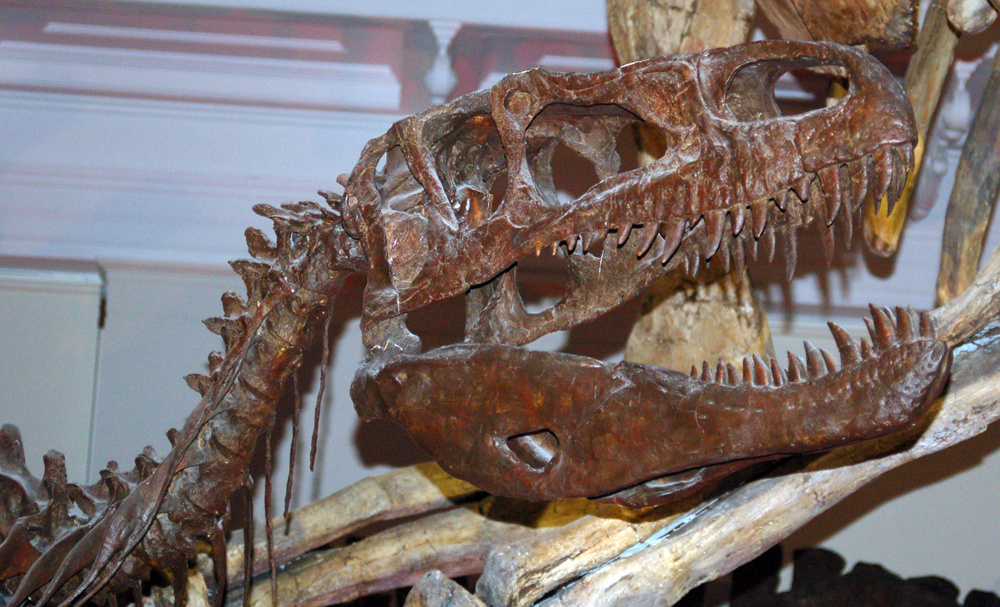
Czaszka i fragment szkieletu afrowenatora (Australian Museum, Sydney)

Większość współczesnych analiza umieszcza afrowenatora w rodzinie megalozaurów, która była dawniej taksonem "koszem na śmieci" zawierającym dużo wielkich i trudnych do sklasyfikowania teropodów, ale została zredefiniowana jako siostrzany takson rodziny spinozaurów w obrębie grupy Spinosauroidea.
Badania z 2002, skupiające się głównie na noazaurach, umieściły afrowenatora w bazalnych (pierwotnych) megalozaurach. Nie zalicza się tu jednak Dubreillosaurus (dawniej Poekilopleuron valesdunensis), co może mieć wpływ na ten region kladogramu.
Inne współczesne, bardziej kompletne analizy kladystyczne umieszczają afrowenatora w tej samej podrodzinie megalozaurów, co eustreptospondyla i dubrillozaura, zwanej Megalosaurinae (Allain, 2002) albo też Eustreptospondylinae (Holtz et al, 2004). Późniejsze badania umieściły tutaj też piatnickizaura.
Pokrewieństwa afrowenatora tłumaczy jeszcze kilka innych hipotez:
- Sereno uważa go za bazalnego członka grupy Spinosauroidea, używając nazwy Torvosauroidea, na zewnątrz rodzin spinozaurów i megalozaurów, nazywanych przez niego torwozaurami[6]
- Jeszcze inne współczesne badania w ogóle wyłączyły afrowenatora ze Spinosauroidea, uznjąc go za bliższego allozaurowi[7]. Żadne inne analizy nie potwierdzają tego punktu widzenia.

## Opis
Długość ciała do 9 m (od czubka głowy do ogona), masa ok. 2 tony. Miał w swoich szczękach ok. 60 ostrych, zagiętych do tyłu zębów, przystosowanych do wyrywania kawałów mięsa, każdy ok. 5 cm długości.

## Gatunki
- A. abakensis